# Penalosa (Kansas)
Penalosa es una ciudad ubicada en el condado de Kingman en el estado estadounidense de Kansas. En el año 2010 tenía una población de 17 habitantes y una densidad poblacional de 85 personas por km².

## Toponimia
El topónimo 'Peñalosa deriva del nombre del Gobernador español y capitán general de Nuevo México don Diego de Peñalosa.

## Geografía
Penalosa se encuentra ubicada en las coordenadas 37°42′57″N 98°19′12″O / 37.71583, -98.32000 (37.715846, -98.320084).

## Demografía
Según la Oficina del Censo en 2000 los ingresos medios por hogar en la localidad eran de $25,000 y los ingresos medios por familia eran $66,250. Los hombres tenían unos ingresos medios de $21,250 frente a los $41,250 para las mujeres. La renta per cápita para la localidad era de $20,331. Alrededor del 11.4% de la población estaban por debajo del umbral de pobreza.